# Waarom?
Chansons représentant la Belgique au Concours Eurovision de la chanson
Ton nom
(1962) Près de ma rivière
(1964)
Waarom? (« Pourquoi ? ») est une chanson interprétée par Jacques Raymond pour représenter la Belgique au Concours Eurovision de la chanson 1963 se déroulant à Londres.
Jacques Raymond participerait de nouveau à l'Eurovision en représentant la Belgique en 1971 en duo avec Lily Castel interprétant la chanson Goeiemorgen, morgen.

## À l'Eurovision
Elle est intégralement interprétée en néerlandais, l'une des langues nationales de la Belgique, comme le veut la coutume avant 1966. L'orchestre est dirigé par Francis Bay.
Waarom? est la 14e chanson interprétée lors de la soirée, suivant En gång i Stockholm de Monica Zetterlund pour la Suède et précédant L'amour s'en va de Françoise Hardy pour Monaco.
À la fin du vote, Waarom? obtient 4 points et termine 10e sur 16 chansons,.

## Liste des titres
| A1. | Waarom? | Wim Brabants | Hans Flower (nl) |  |
| B1. | Eens    |              |                  |  |